# Groot hart
Groot hart is een nummer van de Nederlandse band De Dijk uit 1985. Het nummer verscheen op hun album Elke dag een nieuwe hoed uit 1985. Dat jaar werd het nummer uitgebracht als de vierde en laatste single van het album.

## Achtergrond
De tekst van "Groot hart" is geschreven door zanger Huub van der Lubbe, terwijl gitarist Nico Arzbach de muziek schreef. Het nummer, oorspronkelijk uitgebracht in 1985, kwam niet in de hitlijsten terecht. In 1998 werd voor het livealbum Voor de tover een nieuwe versie van het nummer uitgebracht op single, wat de 57e plaats behaalde in de Mega Top 100. De Nederlandse Top 40 werd niet gehaald, hier behaalde het de twaalfde plaats in de Tipparade.

## Hitnoteringen

### Mega Top 100
| Hitnotering: 12-09-1998 t/m 17-10-1998 | Hitnotering: 12-09-1998 t/m 17-10-1998 | Hitnotering: 12-09-1998 t/m 17-10-1998 | Hitnotering: 12-09-1998 t/m 17-10-1998 | Hitnotering: 12-09-1998 t/m 17-10-1998 | Hitnotering: 12-09-1998 t/m 17-10-1998 | Hitnotering: 12-09-1998 t/m 17-10-1998 | Hitnotering: 12-09-1998 t/m 17-10-1998 |
| Week                                   | 1                                      | 2                                      | 3                                      | 4                                      | 5                                      | 6                                      |                                        |
| -------------------------------------- | -------------------------------------- | -------------------------------------- | -------------------------------------- | -------------------------------------- | -------------------------------------- | -------------------------------------- | -------------------------------------- |
| Positie                                | 95                                     | 58                                     | 57                                     | 64                                     | 69                                     | 80                                     | uit                                    |

### NPO Radio 2 Top 2000
| Nummer met noteringen in de NPO Radio 2 Top 2000 | '12  | '13  | '14 | '15 | '16 | '17 | '18 | '19 | '20 | '21 | '22 | '23 | '24 |
| ------------------------------------------------ | ---- | ---- | --- | --- | --- | --- | --- | --- | --- | --- | --- | --- | --- |
| Groot hart                                       | 1905 | 1153 | 855 | 496 | 451 | 475 | 559 | 468 | 499 | 443 | 322 | 455 | 513 |

1. ↑  Een vetgedrukt getal geeft de hoogste notering aan.
2. ↑  2012 was het eerste jaar met een notering voor dit nummer.